# Prawo ochrony środowiska
Prawo ochrony środowiska – gałąź prawa obejmująca zagadnienia ochrony środowiska. Oprócz regulacji krajowych w jej skład wchodzą również traktaty międzynarodowe.

## Polska
Podstawową polską ustawą dotyczącą ochrony środowiska jest Prawo ochrony środowiska z dnia 27 kwietnia 2001 r.
Ustawa określa:
- zasady ochrony środowiska
- warunki korzystania ze środowiska
- obowiązki administracji publicznej związane z ochroną środowiska.

### Nowelizacje
Ustawę znowelizowano wielokrotnie. Ostatnia zmiana weszła w życie z dniem 1 kwietnia 2025 r.